# Pierre Bourdelot

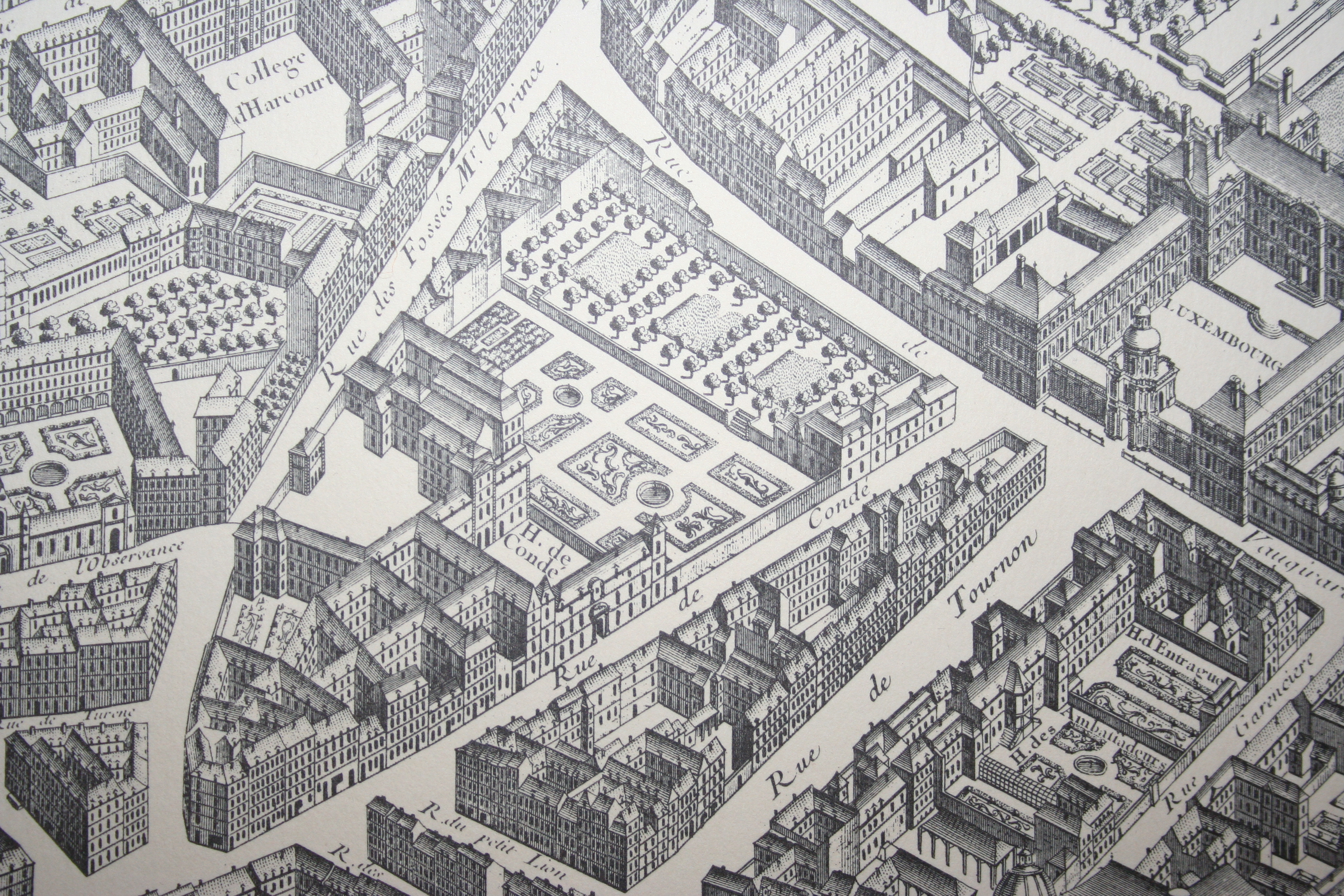
Rue de Tournon in Turgot's map of Paris, 1736

Pierre Michon Bourdelot (* 2. Februar 1610 in Sens; † 9. Februar 1685) war ein französischer Arzt, Anatom, und Freidenker. 

## Leben und Wirken
Bourdelot studierte an der Sorbonne (1629) und begleitete 1634 François de Noailles nach Rom. 1638 kehrte er zurück nach Frankreich und wurde Leibarzt im Hause der Familie Condé. Als ein Onkel starb, erbte er viele Bücher und Manuskripte.
1641 gründete er die Académie Bourdelot, einen Kreis für Wissenschaftler, Philosophen und Schriftsteller, der sich zweimal im Monat traf. Als Louis II. de Bourbon, prince de Condé wegen seiner Fronde gegen den Absolutismus von Jules Mazarin verhaftet wurde, reiste er ab; 1652 leistete er in Stockholm Christina von Schweden bei ihren psychischen und körperlichen Problemen Beistand. Bourdelots Witze und die Gedichte von Pietro Aretino, die er bei sich hatte, übten einen positiven Einfluss auf sie aus, sodass sie innerhalb von vier Wochen gesund wurde. Magnus Gabriel de la Gardie und Maria Eleonora von Brandenburg waren höchst erstaunt über seine Gedanken und sein Verhalten, und Bourdelot kehrte 1653 nach Frankreich zurück. Aus Dank wurde Bourdelot zum Abt von Macé ernannt.
Als Melchisédech Thévenot nach Issy umsiedelte, nahm er seine Aktivitäten in der Academie wieder auf. Jeden Montag wurde er in seinem Haus in der Rue de Tournon von vielen Wissenschaftlern besucht.

## Schriften (Auswahl)
- Recherches et observations sur les vipères, faites par Mr Bourdelot, répondant à une lettre qu'il a receue de Mr Redi. C. Barbin, Paris 1671 (Digitalisat).
- Reponse […] a la lettre de Boccone […] sur l’embrasement du mont Etna. [Paris 1671] (Digitalisat) – Erwiderung auf einen Brief von Paolo Boccone.
- Conversations de l’Académie de monsieur l’abbé Bourdelot […]. Thomas Moette, Paris 1672 (Digitalisat).

postum
- Histoire de la musique et de ses effects […]. Paris 1715 – mit Pierre Bonnet-Bourdelot (1683–1708) und Jacques Bonnet (1644–1723)
  - 4 Bände, Amsterdam 1725 (Band 1, Band 2, Band 3, Band 4).
- Histoire generale de la danse, sacrée et profane; ses progrès & ses révolutions, depuis son origine jusqu’à présent. Avec un supplément de l’Histoire de la musique, & le Paralele de la peinture & de la poesie. Paris 1723 (Digitalisat) – mit Jacques Bonnet (1644–1723)